# روبرت دبليو. غرو
روبرت دبليو. غرو (بالإنجليزية: Robert Walker Grow)‏ هو عسكري أمريكي، ولد في 14 فبراير 1895 في سيبلي في الولايات المتحدة، وتوفي في 3 نوفمبر 1985 في فولز تشيرش في الولايات المتحدة.

## روابط خارجية
- روبرت دبليو. غرو على موقع مونزينجر (الألمانية)